# Ealdgyth
Ealdgyth (fl. c. 1057-1066), també Aldgyth o Edith en anglès contemporani, era filla d'Ælfgar, Comte de Mèrcia, muller de Gruffydd ap Llywelyn (d. 1063), governant de tota Gal·les, i més tard muller i reina consort del rei Harold II d'Anglaterra el 1066. Va ser descrita per Guillem de Jumièges com a dona de considerable bellesa.

## Ascendència
Ealdgyth era filla d'Ælfgar, qui hi havia estat comte d'Ànglia Oriental un cert temps als anys 1050 i fou fet comte de Mèrcia cap al 1057, succeint al seu pare el comte Leofric. La muller d'Ælfgar, Ælfgifu, probablement era la seva mare, i Edwin, més tard comte de Mèrcia, i Morcar, comte de Northúmbria, eren germans seus.
El 1055 Ælfgar s'exilià acusat de traïció. Va anar a Irlanda a reclutar tropes i s'alià amb Gruffydd ap Llywelyn, qui hi havia estat rei de Gwynedd (1039-1055) però va assumir la sobirania de tota Gal·les el 1055. Ælfgar i Gruffudd envaïren Anglaterra i saquejaren Hereford, humiliant el comte Ralph, que es veié obligat a reclamar suport extern per tal de repel·lir als invasors. Quan s'arribà a la pau Ælfgar reprengué el càrrec abans de succeir al seu pare com a comte de Mèrcia cap al 1057.

## Gruffudd ap Llywelyn
Fou presumptament l'any de l'ascens del seu pare (c. 1057) que Ealdgyth es casà amb el seu aliat polític, el Rei Gruffudd ap Llywelyn. Guillem de Jumièges la descriu com una dona de bellesa considerable. Walter Map també va escriure que era una senyora bonica molt estimada pel rei i així que pugui haver-hi tingut Ealdgyth al cap. Al seu matrimoni rebé una quantitat modesta de terres a Anglaterra, encara que l'única propietat que pot ser certament identificada com havent-la posseït és a Binley, Warwickshire. Va donar al rei una filla dita Nest. Nest més tard es casà amb Osbern fitz Richard, un senyor a la frontera de Herefordshire, qui va adquirir Binley. Nest i Osbern van tenir una filla que es casà amb Bernard de Neufmarché, també un senyor de frontera. Les cròniques també recullen dos dels fills de Gruffudd, Maredudd i Ithel, probablement per Idwal, qui va morir el 1069, i un tercer fill podria ser Owain ap Gruffudd (mort el 1059).
L'aliança entre el pare d'Ealdgyth i el marit tenia una gran importància gran per tal de resistir el poder creixent dels fills de Godwin de Wessex. Al la mort del comte Ralph el 1057, Hereford va ser afegit al comtat de Harold. L'any següent, Ælfgar fou altre cop proscrit i restaurat al càrrec al cap de poc. La darrera notícia que hi ha d'Ælfgar fou el 1062 i sembla que morí cap al 1063, quan Harold Godwineson va envair Gal·les. Gruffudd morí en la trifulga.

## Harold Godwinson

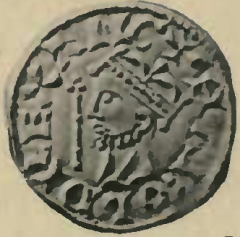
Penic de plata representant a Rei Harold II d'Anglaterra, el segon marit d'Edith de Mèrcia

Ealdgyth esdevenia més tard la muller i reina consort de Harold, l'enemic del seu darrer marit. Es desconeix la data de l'enllaç, però hauria d'haver ocorregut a poc abans de la Conquesta, als volts de la coronació de Harold com a rei d'Anglaterra (gener del 1066). Sembla que l'elecció de Harold de la núvia era "intentava no només assegurar el suport de la casa de Mèrcia envers ell en les seves ambicions reials, sinó també debilitar els enllaços entre aquella casa i els governants del nord de Gal·les". En qualsevol cas Ealdgyth aviat tornà a enviudar. L'octubre d'aquell any Harold va ser derrotat i mort a la batalla de Hastings, lliurada contra les forces invasores del Duc Guillem de Normandia, qui subsegüentment ascendí al tron anglès. A la notícia de la mort de Harold els germans d'Ealdgyth anaren a Londres a buscar-la i immediatament l'enviaren a Chester per a protegir-la. Es desconeix quin fou el seu destí. Harold va tenir un nombre de nens amb la seva muller de llei comuna Edith la Fira, però el seu matrimoni amb Ealdgyth no hauria deixat descendència. S'ha suggerit que Ealdgyth podria haver sigut la mare del fill de Harold, dit també Harold, però aquesta possibilitat no és universalment acceptada.